# Myroxylon balsamum
Myroxylon balsamum är en ärtväxtart som först beskrevs av Carl von Linné, och fick sitt nu gällande namn av Hermann August Theodor Harms. Myroxylon balsamum ingår i släktet Myroxylon och familjen ärtväxter. Arten är ett högt träd, som förekommer i Sydamerikas tropiker. Perubalsam kommer från detta träd.

## Underarter
Arten delas in i följande underarter:
- M. b. balsamum
- M. b. pereirae
- M. b. punctatum

## Bildgalleri

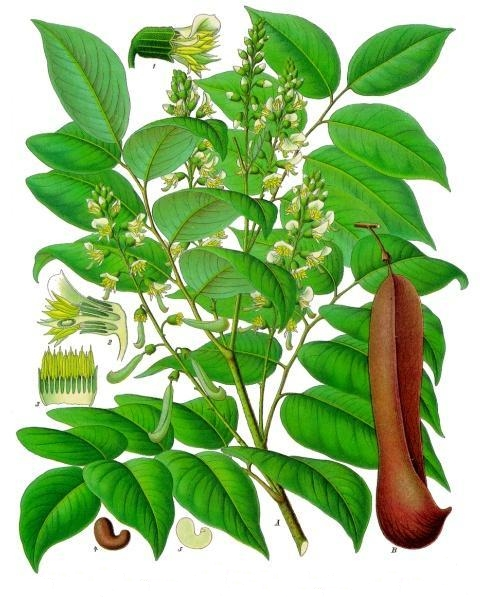
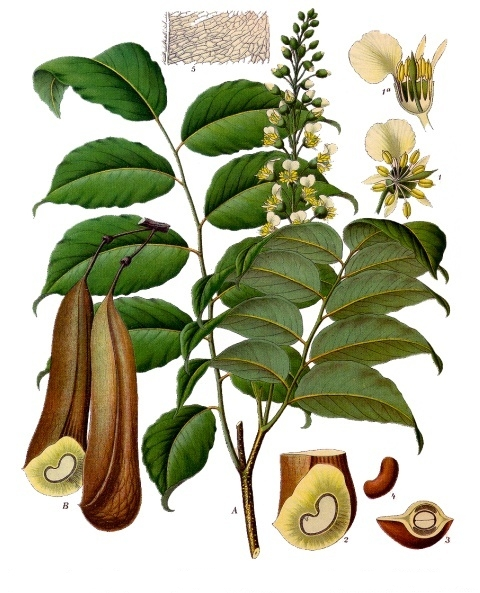
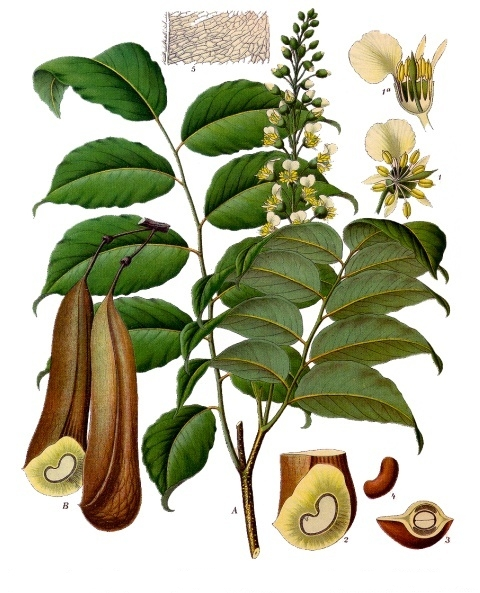